# アイラーヴァタ

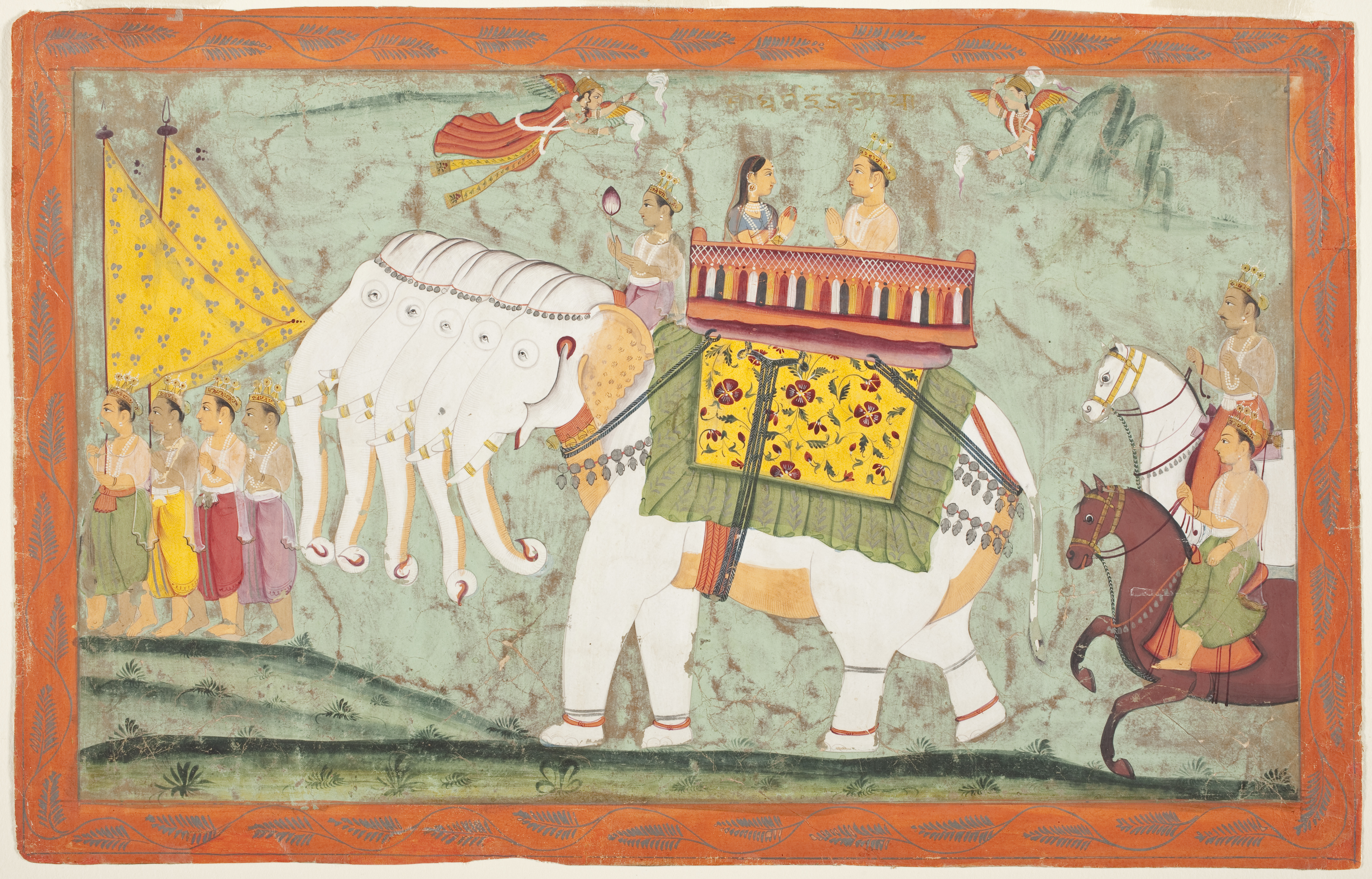
インドラを載せるアイラーヴァタ

アイラーヴァタ（Airāvata, サンスクリット：ऐरावत）は、インド神話に登場する白い象で、インドラのヴァーハナ（神の乗り物）である。その名は「大海から生まれた者」を意味している。アブフラ・マタンガ（abhra-Matanga、雲の象)、ナーガ・マーラ（Naga-malla、戦う象）、アルカソーダラ（Arkasodara、太陽の兄弟）などとも呼ばれる。同じく象のアブハラム（Abharamu）がアイラーヴァタの妻になる。アイラーヴァタは4本の牙と7つの鼻を持つ全身が真っ白な象として描写され、タイではエーラーワン（Erawan）とも呼ばれている。

## ヒンドゥーの伝承
叙事詩『ラーマーヤナ』ではアイラーヴァタの母親はイラーヴァティ（iravati）とされている。マタンガリラ（Matangalila）では、ふたつに割れたガルダの卵に向けてブラフマーが歌を歌うと、そこからアイラーヴァタ、さらに続いて7頭の雄の象と8頭の雌の象が生まれたとされている。そしてプリトゥ（Prithu）がアイラーヴァタを全ての象の王に据えた。
彼らは雲を作り出す能力を持つとの伝承があり、そのために「雲を編む者」という別名がついている。象と雨、象と水を結びつける考え方はアイラーヴァタにまつわる物語の中で強調されている。アイラーヴァタは冥界（パーターラ）まで鼻を伸ばし、吸い上げた水を空に向けて吹き上げると雲を作る。インドラがそれを雨へと変えるとされる。これにより空の水と冥界とが結び付けられている。
またアイラーヴァタはインドラの居城である善見城（Svarga）の入り口に立っているとされる。さらに、方位をつかさどる8柱の神々ローカパーラはそれぞれ象に乗っているが、その象達の長がインドラのまたがるアイラーヴァタである。『バガヴァッド・ギーター』にもアイラーヴァタへの言及がある。
ダラスラーム（Darasuram）の寺院にはアイラーヴァタが崇拝したと信じられているリンガが祭られており、アイラーヴァーテスワラ寺院（Airavatesvara Temple）と呼ばれている。貴重な彫刻の数々に溢れるこの建築はラジャラジャ・コーラ2世（Rajaraja Chola II）によるものである。
なお、『マハーバーラタ』では同名のナーガが登場しており、カシュヤパとカドゥルーの間に生まれた3番目の息子とされる。

## 東南アジアのアイラーヴァタ

ラオス王国の国旗(1952-1975)

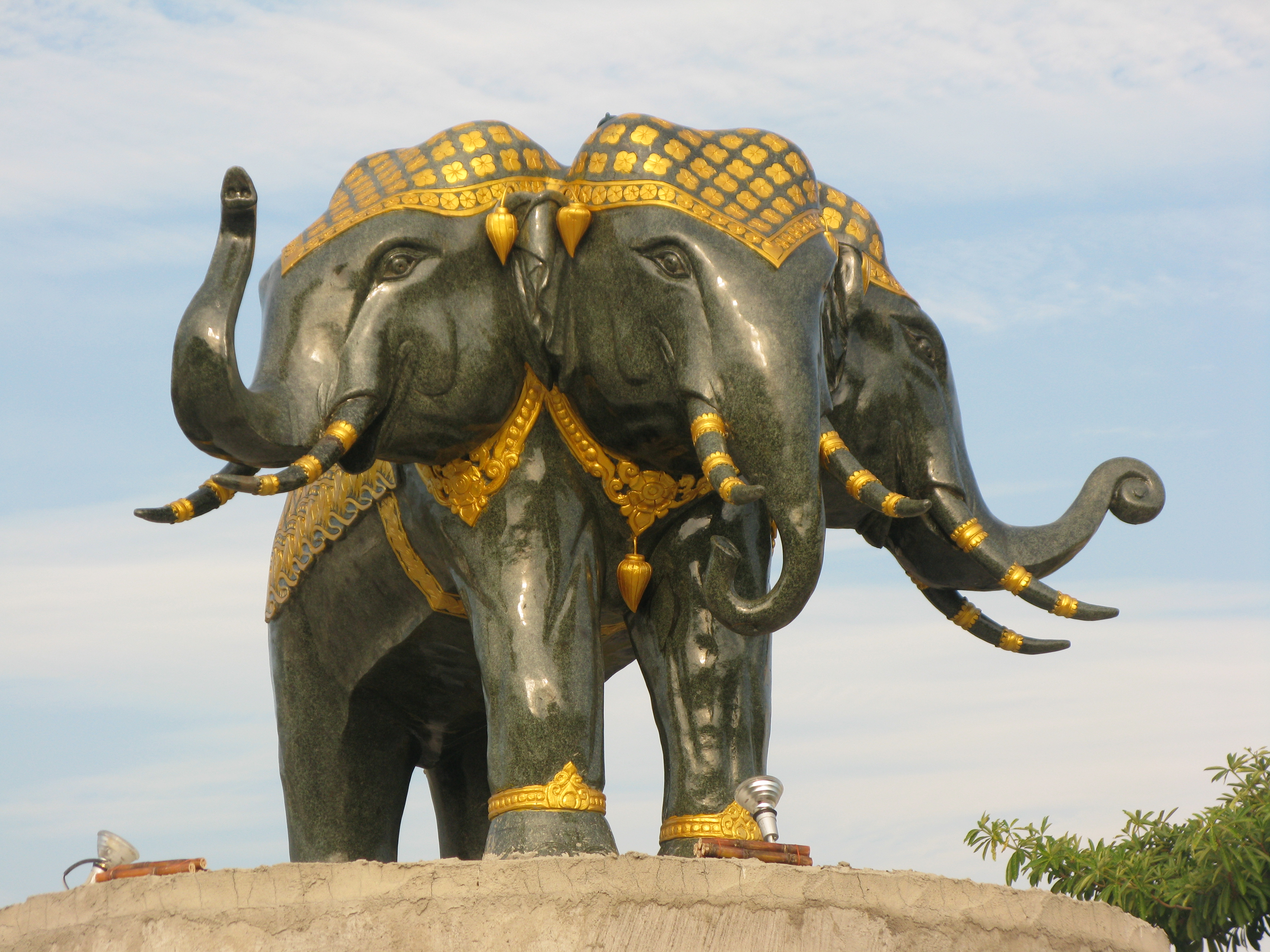
エーラーワン（Erawan）

アイラーヴァタはタイの文化圏ではエーラーワン（タイ語：เอราวัณ、パーリ語：Erāvana、サンスクリット：Airāvana）と呼ばれている。エーラーワンは3つ、時には33の頭を持ち、通常2本以上の牙を持つ姿で描写され、やはりインドラを背に乗せる。エーラーワンはかつてのラオスの王朝であるラーンサーン王朝、ラオス王国を連想させる。これらの国々では国旗にエーラーワンを用いていた。